# Hinata Miyazawa
Hinata Miyazawa (宮澤 ひなた?, Miyazawa Hinata; Minamiashigara, 28 novembre 1999) è una calciatrice giapponese, attaccante del Manchester United e della nazionale giapponese.

## Carriera

### Club
Nata a Minamiashigara, nella Prefettura di Kanagawa, Miyazawa ha iniziato a giocare a calcio all'età di tre anni, incoraggiata dal fratello maggiore Keita, a sua volta calciatore. Dopo aver continuato l'attività sportiva lungo tutto il periodo del liceo, l'attaccante è stata ingaggiata dal Tokyo Verdy Beleza nel 2018.
Dopo due stagioni nella capitale giapponese, nel gennaio del 2021 Miyazawa ha firmato il suo primo contratto da professionista con il Mynavi Sendai, squadra dell'allora neonata WE League.
Dopo aver attratto l'interesse di diversi club europei grazie alle sue prestazioni ai Mondiali del 2023, il 6 settembre dello stesso anno Miyazawa è stata ingaggiata a titolo definitivo dal Manchester United, nella Women's Super League.
La giapponese Hinata Miyazawa ha vinto l'Adidas Golden Boot, diventando la seconda giocatrice della Nadeshiko a fregiarsi di tale onore.

### Nazionale
Nell'agosto del 2018, Miyazawa è stata inclusa nella rosa della nazionale Under-20 giapponese che ha partecipato ai Mondiali di categoria in Francia, vincendo il proprio primo titolo.
L'11 novembre dello stesso anno, ha debuttato con la nazionale maggiore giapponese, sostituendo Emi Nakajima al 78º minuto di una partita amichevole contro la Norvegia, vinta per 4-1.
Nel giugno del 2023, è stata inclusa dal CT Futoshi Ikeda nella lista delle convocate per i Mondiali dello stesso anno, organizzati in Australia e Nuova Zelanda. Durante la rassegna iridata, l'attaccante ha segnato cinque gol in quattro partite, aiutando le Nadeshiko a raggiungere i quarti di finale, prima della loro eliminazione per mano della Svezia. Nell'occasione, Miyazawa ha vinto il titolo di miglior marcatrice del torneo, oltre ad eguagliare il record di reti segnate in una singola edizione della Coppa del Mondo da una giocatrice giapponese, stabilito in origine da Homare Sawa nel 2011.

## Statistiche

### Cronologia presenze e reti in nazionale
| Cronologia completa delle presenze e delle reti in nazionale ― Giappone | Cronologia completa delle presenze e delle reti in nazionale ― Giappone | Cronologia completa delle presenze e delle reti in nazionale ― Giappone | Cronologia completa delle presenze e delle reti in nazionale ― Giappone | Cronologia completa delle presenze e delle reti in nazionale ― Giappone | Cronologia completa delle presenze e delle reti in nazionale ― Giappone | Cronologia completa delle presenze e delle reti in nazionale ― Giappone | Cronologia completa delle presenze e delle reti in nazionale ― Giappone |
| Data                                                                    | Città                                                                   | In casa                                                                 | Risultato                                                               | Ospiti                                                                  | Competizione                                                            | Reti                                                                    | Note                                                                    |
| ----------------------------------------------------------------------- | ----------------------------------------------------------------------- | ----------------------------------------------------------------------- | ----------------------------------------------------------------------- | ----------------------------------------------------------------------- | ----------------------------------------------------------------------- | ----------------------------------------------------------------------- | ----------------------------------------------------------------------- |
| 11-11-2018                                                              | Tottori                                                                 | Giappone                                                                | 4 – 1                                                                   | Norvegia                                                                | Amichevole                                                              | -                                                                       |                                                                         |
| 4-4-2019                                                                | Auxerre                                                                 | Giappone                                                                | 1 – 3                                                                   | Francia                                                                 | Amichevole                                                              | -                                                                       |                                                                         |
| Totale                                                                  |                                                                         | Presenze                                                                | 2                                                                       |                                                                         | Reti                                                                    | 0                                                                       |                                                                         |

## Palmarès

### Club

#### Competizioni nazionali
- Campionato giapponese: 2

Nippon TV Beleza: 2018, 2019
- Coppa dell'Imperatrice: 3

Nippon TV Beleza: 2018, 2019, 2020

#### Competizioni internazionali
- AFC Women's Club Championship: 1

2019

### Nazionale
- Campionato mondiale under 20: 1

2018
- SheBelieves Cup: 1

2025

### Individuale
- Scarpa d'oro del campionato mondiale: 1

Australia-Nuova Zelanda 2023 (5 gol)